# Communauté de communes Marne Rognon
La Communauté de Communes Marne Rognon est une ancienne communauté de communes française, située dans le département de la Haute-Marne et la région Champagne-Ardenne.
La préfecture de Haute-Marne a proposé sa fusion avec la Communauté de Communes de la Vallée du Rognon et la Communauté de Communes des Deux Vallées.
Le 1er janvier 2014, elle a fusionné avec les Communes du Canton de Poissons et la Communauté de Communes de la région de Doulevant-le-Château ; elles forment ensemble et avec six communes isolées (59 communes en tout) la Communauté de Communes du Bassin de Joinville en Champagne.

## Composition
La communauté de communes a regroupé jusqu'à 20 communes :
- Autigny-le-Grand
- Autigny-le-Petit
- Blécourt
- Chatonrupt-Sommermont
- Donjeux
- Ferrière-et-Lafolie
- Fronville
- Gudmont-Villiers
- Guindrecourt-aux-Ormes
- Joinville
- Mathons
- Mussey-sur-Marne
- Nomécourt
- Rouvroy-sur-Marne
- Rupt
- Saint-Urbain-Maconcourt
- Suzannecourt
- Thonnance-les-Joinville
- Vaux-sur-Saint-Urbain
- Vecqueville